# Igor Sklarow
Igor Jewgienjewicz Sklarow, ros. Игорь Евгеньевич Скляров (ur. 31 sierpnia 1966 w Taganrogu) – rosyjski piłkarz, grający na pozycji obrońcy, a wcześniej pomocnika, reprezentant Rosji, trener piłkarski.

## Kariera piłkarska

### Kariera klubowa
W 1982 rozpoczął karierę piłkarską w miejscowym klubie Torpedo Taganrog. Potem służył w wojskowym zespole SKA Rostów nad Donem. W 1987 został piłkarzem Dinama Moskwa. Po tym, jak 4 kwietnia 1993 roku w meczu mistrzostw Rosji KAMAZ Nabierieżnyje Czełny - Dinamo Moskwa doznał kontuzję więzadła kolanowego, długo leczył się, ale powrócić do swojego poprzedniego poziomu nie udało się. Występował w drużynie rezerw Dinama Moskwa, po czym postanowił zakończyć karierę piłkarską. W 1998 roku na krótko powrócił do gry na poziomie profesjonalnym. Grał w klubach Mietałłurg Lipieck i Spartak Riazań. W 2001 razem z żoną mistrzynią świata w gimnastyce sportowej Natalja Jurczenko wyjechał do USA, gdzie następnie bronił barw Metro Stars.

### Kariera reprezentacyjna
W latach 1987–1988 występował w olimpijskiej reprezentacji ZSRR. Grał na Igrzyskach Olimpijskich 1988 w Seulu, gdzie zdobył złoty medal.
17 lutego 1993 debiutował w reprezentacji Rosji w meczu towarzyskim z Salwadorem (2:1).

## Kariera trenerska
Po zakończeniu kariery piłkarskiej rozpoczął pracę trenerską. Mieszkając w USA założył Szkołę Piłkarską, w której szkolił dzieci. W latach 2009–2010 pracował na stanowisku dyrektora sportowego w Sibiru Nowosybirsk.

## Sukcesy i odznaczenia

### Sukcesy klubowe
- brązowy medalista Mistrzostw ZSRR: 1990
- brązowy medalista Mistrzostw Rosji: 1992, 1993

### Sukcesy reprezentacyjne
- złoty medalista Igrzysk Olimpijskich: 1988

### Sukcesy indywidualne
- wybrany do listy 33 najlepszych piłkarzy Rosji: Nr 1 (1992)

### Odznaczenia
- tytuł Mistrza Sportu ZSRR: 1986
- tytuł Zasłużonego Mistrza Sportu ZSRR: 1989